# Phantomkopf

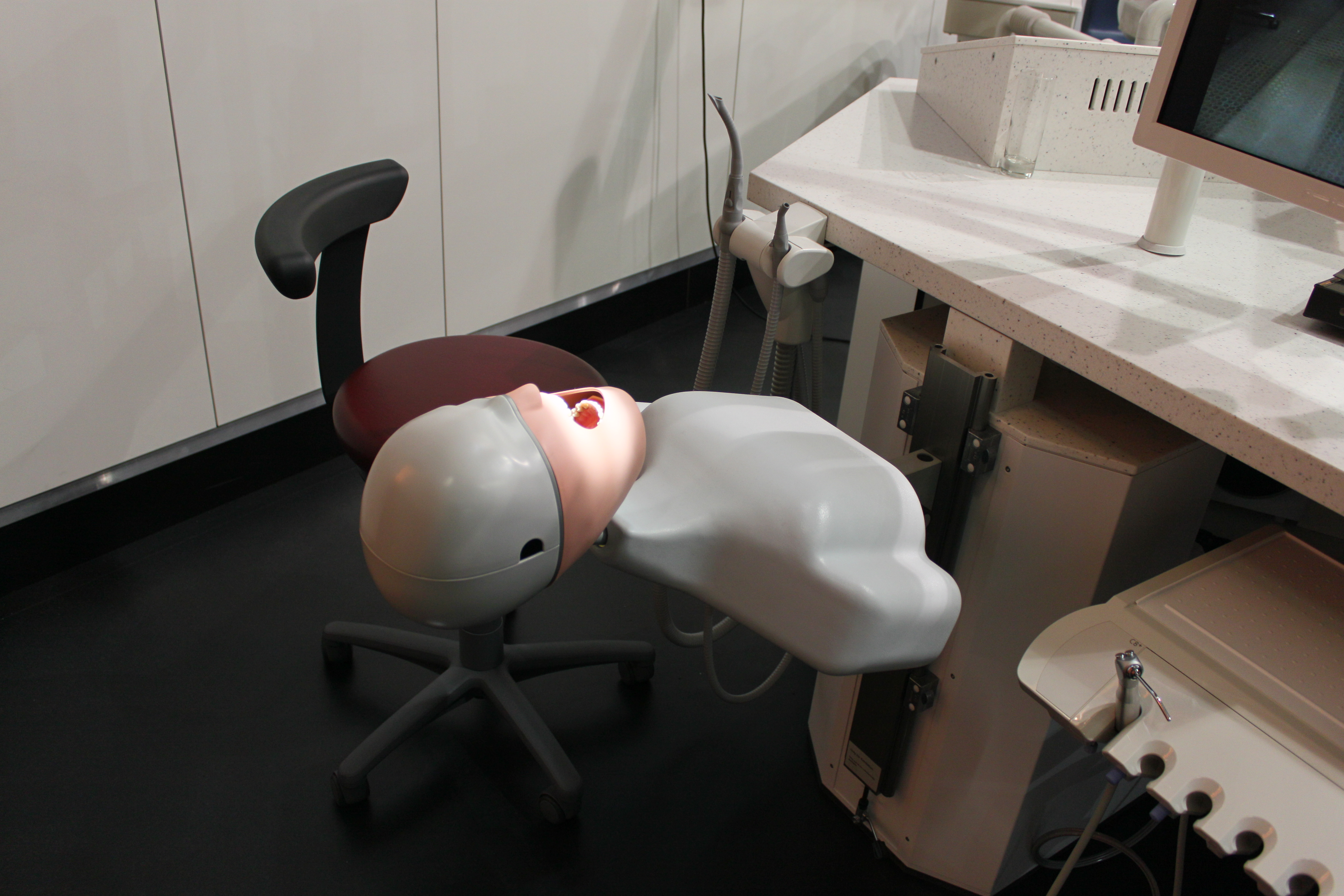
An einen Tisch montierter Phantomkopf mit Behandlungseinheit auf der Zahnarzt- und Assistenzseite; die Behandlungslampe ist nicht im Bild sichtbar

Ein Phantomkopf ist eine Nachbildung eines menschlichen Kopfes, der zu Übungs- und Unterrichtszwecken dient. Hauptsächlich wird er zur Ausbildung für das Studium der Zahnmedizin verwendet. Am Phantomkopf ist eine menschliche Mundhöhle mit Zähnen nachgebildet. Während des vorklinischen Unterrichts im „Phantomkurs“, auch vorklinischer Propädeutikkurs genannt, werden „Phantomarbeiten“ (Übungsarbeiten ohne Patienten) vorgenommen. Am Phantomkopf werden konservierende oder prothetische Zahnbehandlungen geübt oder demonstriert.

## Quelle
- Walter Hoffmann-Axthelm (Hrsg.): Lexikon der Zahnmedizin. Quintessenz, Berlin 2000; ISBN 3-87652-609-4